# Jukka Kekkonen

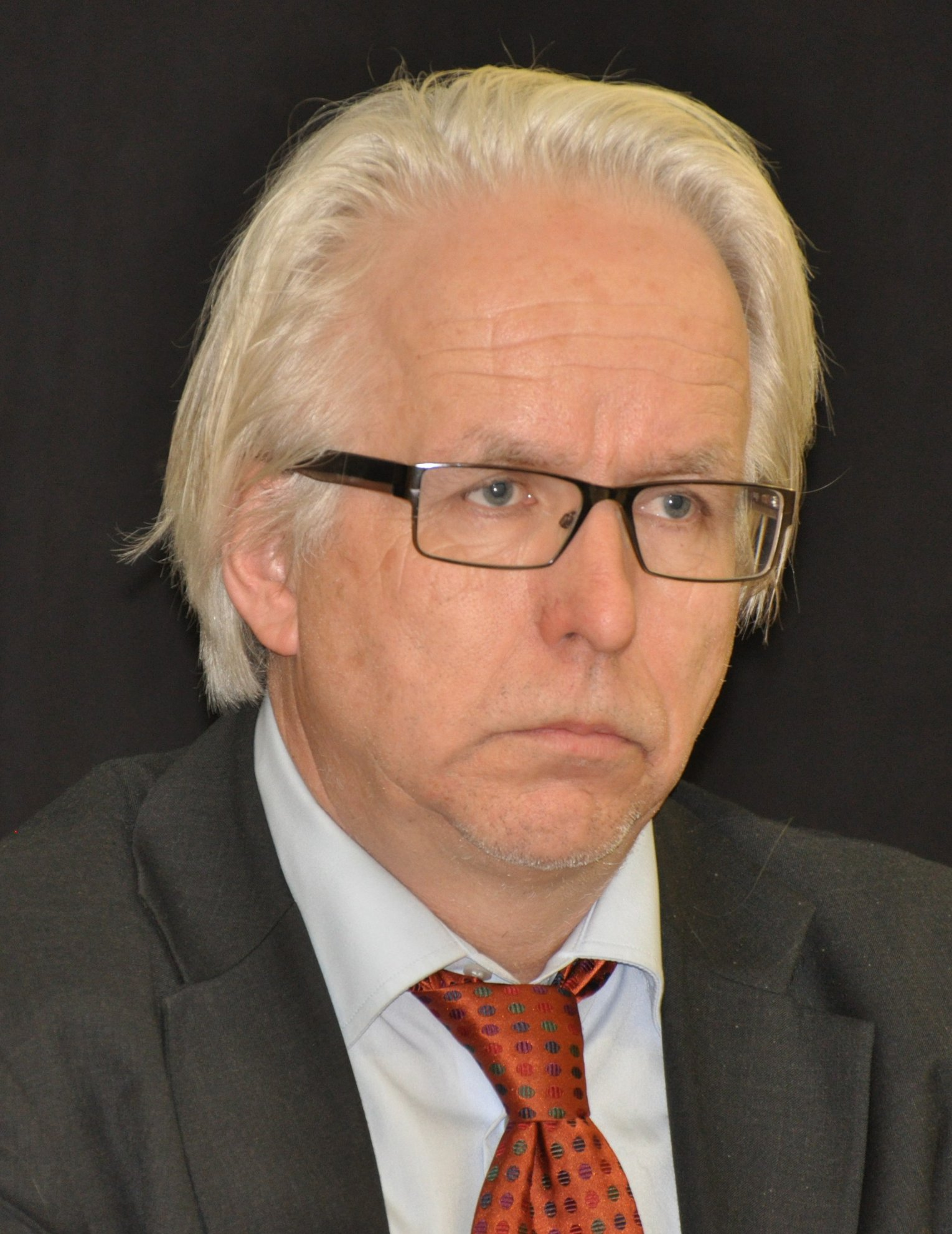
Jukka Kekkonen vid Åbo bokmässa 2012.

Jukka Tapani Kekkonen, född 12 oktober 1953 i Helsingfors, är en finländsk jurist och professor.
Kekkonen blev juris doktor 1980. Han var 1988–1995 docent i rättshistoria vid Helsingfors universitet och blev sistnämnda år professor i rättshistoria och romersk rätt; 1990–1995 biträdande professor i rättshistoria och allmän rättslära vid Lapplands universitet. 
Bland hans arbeten märks Merkantilismista liberalismiin (1987), om övergången till näringsfrihet i Finland ur rättshistoriskt perspektiv, Laillisuuden haaksirikko (1991), som behandlar tillämpningen av straffrätten 1918, Suomen oikeuskulttuurin suuri linja (1998), läroböcker Johdatus kontekstuaaliseen oikeushistoriaan (2002) och Mitä on kontekstuaalinen oikeushistoria? (2013) och  avhandling Kun aseet puhuvat (2016), som behandlar finska och spanska inbördeskriger.
År 2007 utnämndes han till ledamot av Finska Vetenskapsakademien.
Han är medlem av Helsingfors universitets styrelse (2018–2021).